# Niels Wulfsberg

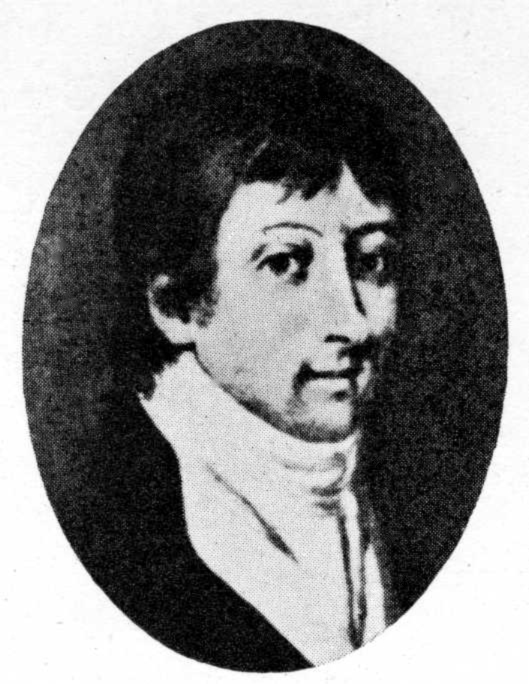
Niels Wulfsberg.

Niels Wulfsberg, född den 29 augusti 1775 i Tønsberg, död den 25 juni 1852 i Drammen, var en norsk präst och redaktör. Han var son till Jacob Wulfsberg.
Wulfsberg blev student vid Köpenhamns universitet 1794 och candidatus theologiæ 1801. Han drev bokhandel och boktryckeri i Kristiania (núvarande Oslo) och innehade vid sidan av detta befattningen som trediepræst. Kyrklig verksamhet låg dock inte för honom, däremot var han en initiativrik publicist. 
År 1808 grundade Wulfsberg tidningen Tiden, som han dels på egen hand, dels gemensamt med Prahl och Døderlein redigerade till 1814. År 1815 deltog han i stiftandet av Den norske Rigstidende, vars medredaktör han var fram till 1836. Åren 1812–1814 utgav han Den norske Bondeven och 1814 häftesskriften Journal for Lovgivning, Rigsforfatning og Politik.
År 1815 blev Wulfsberg, som hade vunnit Karl XIV Johans gunst genom sina kunskaper i franska, arkivarie vid den norska statsrådsavdelningen i Stockholm och lärare för prins Oscar; bägge dessa befattningar lämnade han 1820. År 1819 grundade han Morgenbladet,  som han redigerade til september 1821. Åren 1828–1836 var han overtoldbetjent i Drammen.